# 휴대용 버너

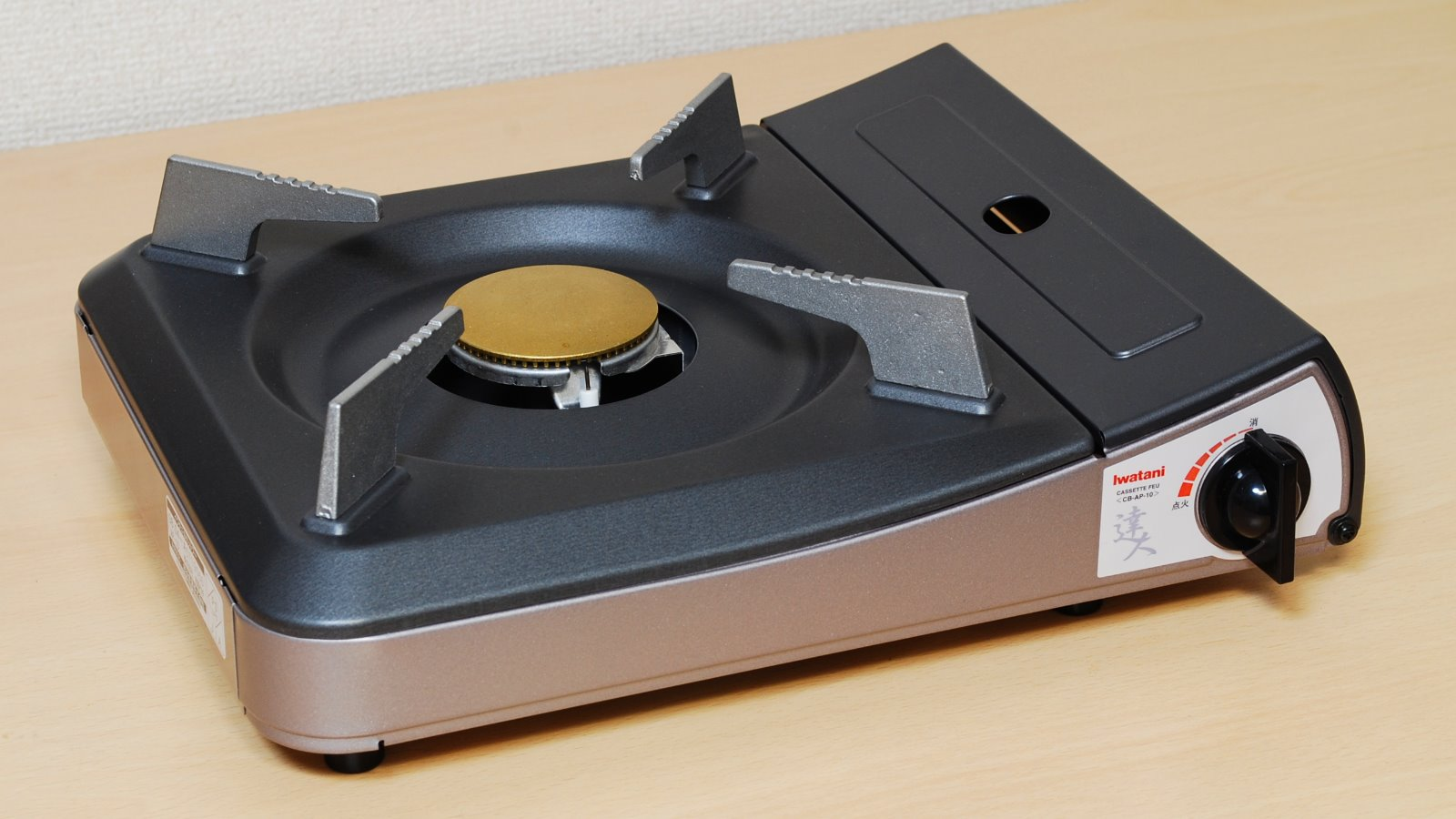
휴대용 가스 버너

휴대용 버너, 핸디 버너, 포터블 스토브(portable stove)는 휴대성과 경량성을 위해 설계된 조리용 버너로서, 조리와 가열 기구를 거리가 먼 지역까지 운송할 수 있도록 캠핑, 피크닉, 백패킹 등에 사용된다. 휴대용 버너는 실외 음식 서비스와 캐터링, 그리고 야전병원과 같은 다양한 상황에서 사용할 수 있다.알콜버너, 석유버너, 부탄가스 버너가 주류를 이루고 있다.
독일어로는 휴대용 버너를 Kocher라고 하는데 한국에서는 의미가 변형되어 야외 취사용 냄비와 그릇 세트를 Kocher의 한국식 발음인 코펠로 부르고 있다. 가스버너는 독일의 화학자 R.W.분젠이 1850년에 고안하였고 휴대용 가스 버너는 이것을 소형 경량화 한것으로 휴대성과 편리성을 더하고 있다.
한국에서는 1980년에 한국후지카에서 '휴대용 가스버너'인 부루스타(Bluestar)를 출시함에 따라 일반식당이나 가정집 식탁에서도 손쉽게 구이나 음식을 조리 할 수 있게 되면서 휴대용버너는 석유버너에서 부탄가스버너 사용으로 전환되었다.
휴대용 가스버너는 액화부탄가스를 사용해 폭발의 위험성을 낮추었고 휴대성이 높아 나들이 필수품으로 자리 잡았다. 특히, 식당업소에서 대단히 환영을 받았다. 요식업 업소에서 LPG나 프로판 가스를 사용하기 위해서는 설치신고, 완성검사, 안전관리 등의 시설검사를 받아야 했지만, 휴대용 가스버너는 신고, 검사가 필요없었기 때문이다.
이런 장점 때문에 휴대용 부탄가스버너는 한국 사회에서 삼겹살을 비롯한 고기 구이가 대유행하게 만든 일등 공신에 속한다. 휴대용 가스버너와 프라이팬만 있으면 일반 식당에서도 쉽게 고기 메뉴를 갖추고 장사를 할 수 있게 되었기 때문이다.

## 연료 비교
| 연료 종류                                                             | 인화점                                                            | 이점                                                                                                 | 단점 |
| --------------------------------------------------------------------- | ----------------------------------------------------------------- | --- | --- |
| 프로페인                                                              | −104 °C/−155 °F                                                   | 이용이 용이함 대형 용기에 다시 채우기 가능 추운 날씨에 뷰테인보다 더 좋음 끓는점: −42.2 °C/−44.1 °F  | 고비용 캐니스터(Canister) 제거 필요 대부분의 항공사는 비행 중 연료 운송을 금지함 캐니스터는 다른 연료의 용기보다 더 무거움                                                                         |
| 뷰테인                                                                | −60 °C/−76 °F                                                     | 즉각적인 높은 열 발생 점화제 불필요                                                                  | 고비용 캐니스터 제거 필요 대부분의 항공사는 비행 중 연료 운송을 금지함 무연 가스보다 더 낮은 열 발생 연료를 늘 쉽게 구할 수 있는 것은 아님 폭발 가능성 추운 날씨에 성능이 낮음 끓는점: −1 °C/30 °F |
| 무연 자동차 연료                                                      | −49.0 °C/−56.2 °F (펜테인) <~∞~> 13.0 °C/55.4 °F (옥테인)         | 저렴함 높은 열 발생 전 세계 어디에서든 쉽게 구할 수 있음 유출된 연료는 쉽게 증발함                   | 점화제 필요 매연 발생 가능 매연의 높은 발화성 연료 첨가제는 버너를 막지만 연료는 포트 스틸(기통이 없는 증류기)과 함께 증류를 통해 정화 가능                                                        |
| 경유 (벤진, 벤졸, 가솔린, 나프타, 백유) 또는 무연 가스 또는 shellite. | −45 °C/−49 °F (화이트 가스) <~∞~> 31 °C/87.8 °F (화이트 스피리트) | 높은 열 발생 유출된 연료는 쉽게 증발함                                                               | 매연 발생 가능 유출된 연료의 쉬운 가연성 버너의 종류에 따라 점화제가 필요한 경우가 있음 |
| 등유                                                                  | 46.0 °C/114.8 °F (데케인) <~∞~> 83 °C/181 °F (도데케인)           | 저렴함 높은 열 발생                                                                                  | 점화제 필요 매연 발생 가능 유출된 연료는 매우 천천히 증발함 |
| 알코올                                                                | 16 °C/61 °F (에탄올)                                              | 조용함 깨끗한 연소 쉽게 구할 수 있음                                                                 | 매연 발생 가능 더 낮은 열 발생 더 긴 조리 시간 추운 날씨에서 예열 필요 (스터노에는 불필요) 연료에 독성 첨가제가 포함될 수 있음                                                                     |
| 마찰 연료 (메탄올, 에탄올 또는 다이에틸렌 글라이콜)                   |                                                                   | 가벼움. 연료 그램 당 타는 시간이 매우 높음. 깨끗한 연소, 조용함, 실내에서 안전함, 쉽게 구할 수 있음. | 화이트 가스와 케로센에 비해 열 발생이 훨씬 더 낮음. 물의 섞인 정도에 따라 알코올에 비해 열 발생이 더 낮음.                                                                                         |
| 목재 (나무 잔해)                                                      |                                                                   | 운반되는 연료가 없음 (무게) 무료 전 세계 어디서든 쉽게 구할 수 있음 독성, 매연, 유출 문제 없음       | 매연 발생 가능 수분이 있을 경우 점화를 위한 스킬이나 첨가제가 필요할 수 있음 숲에서 죽은 목재를 제거할 때의 환경 문제                                                                              |

## 같이 보기
- 더치 오븐